# 纖細角莖鱂
纖細角莖鱂，為輻鰭魚綱鯉齒目鯉齒亞目花鳉科的其中一種，分布於南美洲巴西João de Tiba河流域，體長可達2公分，屬雜食性，生活習性不明。

## 擴展閱讀
維基物種上的相關：纖細角莖鱂